# Morning Glow
Morning Glow – singel Michaela Jacksona z albumu Music & Me. Wydany został w lipcu 1973 roku tylko w Wielkiej Brytanii.

## Lista utworów
1. „Morning Glow”
2. „Ben”

## Twórcy

### Morning Glow
- Wokal: Michael Jackson
- Kompozytor: Stephen Schwartz
- Produkcja: Bob Gaudio
- Aranżacja: Dave Blumberg

### Ben
- Wokal: Michael Jackson
- Kompozytor: Walter Scharf i Don Black
- Produkcja: The Corporation
- Aranżacja: The Corporation